# Вибриоз
Вибриоз — заболевание, этиологическим агентом которого являются микроорганизмы рода Vibrio.
Согласно временной инструкции «по борьбе с вибриозом рыб» от 26 мая 1998 года, выпущенной департаментом ветеринарии Министерства сельского хозяйства и продовольствия РФ:
Вибриоз — инфекционное заболевание, чаще поражающее рыб и других гидробионтов, обитающих в соленых, солоноватых и реже — в пресных водах.
1. Заболевание вибриозом регистрируют у лососёвых рыб, угря, щуки, плотвы, окуня, камбалы, трески, сельдевых и рыб других видов. Болезнь чаще всего протекает в острой септической форме, а при эпизоотиях и после лечения антибиотиками — в хронической форме. Возбудитель болезни — бактерии vibrio anguillarum, входят в род vibrio, семейство vibrionaceae.
2. Диагноз на вибриоз устанавливают:
  - по результатам изучения культуральных, морфологических и ферментативных свойств возбудителя, выделенного при бактериологическом исследовании патологического материала от рыб, при наличии у рыб клинических признаков и патологоанатомических изменений, характерных для данной болезни, а в случае бессимптомного течения болезни при гибели рыб;
  - при получении положительного результата биопробы с использованием возбудителя болезни, выделенного из патологического материала от рыб и наличии у рыб клинических признаков и патологоанатомических изменений, характерных для данной болезни, а в случае бессимптомного течения болезни при гибели рыб;
  - при положительном результате серологического типирования возбудителя, выделенного из патологического материала от рыб, при наличии у рыб клинических признаков и патологоанатомических изменений, характерных для данной болезни, а в случае бессимптомного течения болезни при гибели рыб;
  - при положительном результате исследования сыворотки крови рыб в РА с антигеном эритроцитарным вибриозным и наличии у рыб клинических признаков и патологоанатомических изменений, характерных для данной болезни, а в случае бессимптомного течения болезни при гибели рыб.

3. В каждом случае при постановке диагноза учитывают эпизоотологические данные.

Вибриоз, как нозологическая единица не выделяется МКБ-10.

## Вибриоз у сельскохозяйственных животных
Это заразная болезнь крупного рогатого скота и овец. У коров и нетелей при вибриозе развиваются поражения половых органов, которые препятствуют оплодотворению и приводят к абортам на различных стадиях стельности. Основной признак болезни у овец-массовые аборты во второй половине суягности. Главный источник инфекции у крупного рогатого скота-это быки-производители, у которых возбудитель болезни очень долго сохраняется в препуциальном мешке, семенниках, их придатках и выделяется со спермой. А у овец основным источником заболевания являются абортировавшие овцематки. Заражение происходит алиментарным путём, при использовании корма или воды, загрязнённых плодными водами и влагалищными истечениями.